# ジョシュ・リズドン
ジョシュ・リズドン(1992年7月27日-)はオーストラリアのサッカー選手。ポジションはDF。ウェスタン・ユナイテッドFC所属。

## 経歴
2010年11月28日、ノーザン・フューリーFC戦でプロデビュー。その後はパース・グローリーのレギュラーとして出場した。
2013年7月20日、Aリーグオールスターの一員に選ばれ、マンチェスター・ユナイテッドFC戦に出場した。

### 代表
2018 FIFAワールドカップを戦うオーストラリア代表の本大会メンバーに選出された。

## 代表歴

### 出場大会
- オーストラリア代表
  - 2018 FIFAワールドカップ

### 試合数
- 国際Aマッチ 14試合 0得点（2015年-2019年）[2]

| オーストラリア代表 | 国際Aマッチ | 国際Aマッチ |
| 年                 | 出場        | 得点        |
| ------------------ | ----------- | ----------- |
| 2015               | 1           | 0           |
| 2016               | 2           | 0           |
| 2017               | 2           | 0           |
| 2018               | 8           | 0           |
| 2019               | 1           | 0           |
| 通算               | 14          | 0           |